# El regreso de Williams B. Arrensberg
L'escultura urbana coneguda pel nom El regreso de Williams B. Arrensberg, ubicada a la plaça Porlier, a la ciutat d'Oviedo, Principat d'Astúries, Espanya, és una de les més d'un centenar que adornen els carrers de l'esmentada ciutat espanyola.
El paisatge urbà d'aquesta ciutat, es veu adornat per obres escultòriques, generalment monuments commemoratius dedicats a personatges d'especial rellevància en un primer moment, i més purament artístiques des de finals del segle xx.
L'escultura, feta de bronze, és obra d'Eduardo Úrculo, i està datada 1993.
Aquesta escultura és coneguda popularment com "El viatger", ja que representa la figura d'un viatger. El conjunt representa un home de peu, amb barret d'ala i abric, envoltat de diverses maletes, contra les quals descansa un paraigua, com acabat d'arribar a la ciutat. El conjunt de mida natural està descansant directament a terra del carrer, sense pedestal.
L'escultura la fiu Eduardo Úrculo, retractant el seu amic Williams B. Arrensberg.